# Liste der Stolpersteine in Burg (Dithmarschen)

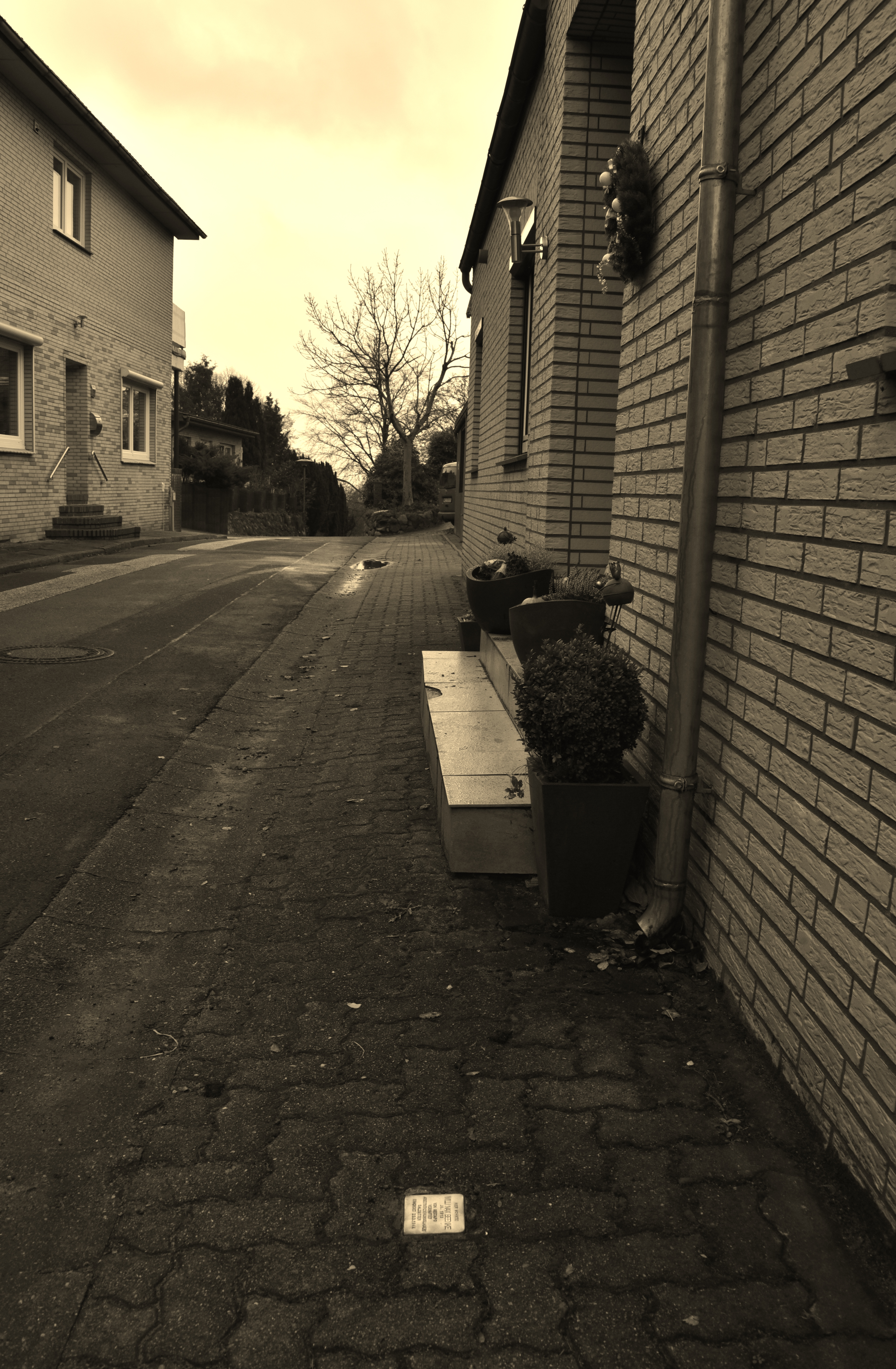
Stolpersteine Burg

Die Liste der Stolpersteine in Burg (Dithmarschen) enthält die Stolpersteine, die im Rahmen des gleichnamigen Kunst-Projekts von Gunter Demnig in Burg (Dithmarschen) verlegt wurden. Mit ihnen soll an die Opfer des Nationalsozialismus erinnert werden, die in der Gemeinde Burg in Dithmarschen lebten und wirkten.
Die erste Verlegung in Burg erfolgte am 30. Juli 2009.

## Liste der Stolpersteine
| Stolperstein | Inschrift | Verlegeort        | Name, Leben |
| ------------ | --- | ----------------- | --- |
|              | HIER WOHNTE WILLI MAX BEENKE GEB. 1913 VON GESTAPO VERHAFTET ARBEITSERZIEHUNGSLAGER SALZGITTER ERMORDET 20.3.1944                                   | Lindenstraße 25 · | Willi Max Beenke wurde am 16. Oktober 1913 in Kuden geboren. Sein Vater war Kommunist und politisch aktiv. Willi Max Beenke war verheiratet mit Hilda, geborene Plock. Das Paar hatte zumindest einen Sohn, Wilhelm. Sie wohnten in der Kleinen Schulstr. 7 in Burg. Er hörte ausländische Rundfunksender und wurde denunziert. Es kam zu einem Verhör und zu einer Verwarnung. Beenke wurde auf eine Kieler Werft zur Arbeit zwangsverpflichtet, auch hier hörte er ausländische Radiosender und es kam erneut zu einer Denunziation. Diesmal wurde er verhaftet und in das Arbeitserziehungslager Hallendorf deportiert. Willi Max Beenke wurde dort am 20. März 1944 ermordet, die offizielle Todesursache lautete "Herzschwäche". Seine Witwe erhielt nach 1945 eine Entschädigungszahlung. |
|              | HIER WOHNTE J. GERHARD KRATZAT GEB. 1909 BELGIEN 1936 LINCOLN-BRIGADE SPANIEN RESISTANCE FRANKREICH VERHAFTET 10.3.1944 HINGERICHTET 12.7.1944 LYON | Gartenstraße 15 · | Johannes Gerhard Kratzat wurde am 8. Januar 1909 geboren. Seine Eltern waren der Oberpostschaffner Friedrich Kratzat und dessen Frau Elisabeth. Kratzat war das dritte Kind der Familie. Er wurde politisch sehr aktiv und Widerstandskämpfer, kämpfte im Spanischen Bürgerkrieg. Zuletzt schloss er sich der Résistance an. Johannes Gerhard Kratzat wurde am 10. März 1944 verhaftet, vor einem deutschen Feldgericht wegen Feindbegünstigung zum Tode verurteilt und am 12. Juli 1944 hingerichtet. |

## Verlegedatum
Die Stolpersteine in Burg wurden am 30. Juli 2009 verlegt.